# 點斑澳岩鱨
點斑澳岩鱨，為輻鰭魚綱鯰形目澳岩鱨科的其中一種，為亞熱帶淡水魚，被IUCN列為瀕危保育類動物，分布於非洲南非克蘭威廉象河流域，體長可達8.1公分，棲息在水質清澈、岩石底質底層水域，生活習性不明，因地下水超抽生存被受威脅。

## 扩展阅读
維基物種上的相關：點斑澳岩鱨